# Kleine zwemkrab
De kleine zwemkrab (Liocarcinus pusillus) is een krab uit de familie Polybiidae (zwemkrabben), die voor de Nederlandse en Belgische kust zelden wordt aangetroffen. Deze krab spoelde nog niet aan op Belgische of Nederlandse stranden (1991).

## Anatomie
De carapaxbreedte van de kleine zwemkrab bedraagt tot 25 mm. De dorsale zijde van de carapax is vrij ruw en heeft een variabele kleur. De voorste rand van het rugschild bezit drie stompe lobben, waarvan de middelste de langste is. Het laatste segment van de vijfde pereopode is sterk afgeplat, zoals bij alle zwemkrabben.

## Verspreiding en ecologie
De krab komt voor op bodems met slib, zand of schelpengruis van de laagwaterlijn tot een diepte van 250 meter; in de Zuidelijke Noordzee van 25 m tot 40 m diep. Het is een Oost-Atlantische soort die bekend is van Midden-Noorwegen tot in Mauritanië en de Canarische Eilanden. Waarnemingen uit de Middellandse Zee zijn twijfelachtig.

Over de levenswijze en het dieet van deze soort is weinig gekend.